# Amherst (condado de Hillsborough)
Amherst es un lugar designado por el censo ubicado en el condado de Hillsborough en el estado estadounidense de Nuevo Hampshire. En el Censo de 2010 tenía una población de 613 habitantes y una densidad poblacional de 326,01 personas por km².

## Geografía
Amherst se encuentra ubicado en las coordenadas 42°51′49″N 71°37′26″O / 42.86361, -71.62389. Según la Oficina del Censo de los Estados Unidos, Amherst tiene una superficie total de 1.88 km², de la cual 1.88 km² corresponden a tierra firme y (0%) 0 km² es agua.

## Demografía
Según el censo de 2010, había 613 personas residiendo en Amherst. La densidad de población era de 326,01 hab./km². De los 613 habitantes, Amherst estaba compuesto por el 99.02% blancos, el 0% eran afroamericanos, el 0% eran amerindios, el 0.65% eran asiáticos, el 0% eran isleños del Pacífico, el 0% eran de otras razas y el 0.33% pertenecían a dos o más razas. Del total de la población el 0.82% eran hispanos o latinos de cualquier raza.